# Indigofera evansii
Indigofera evansii är en ärtväxtart som beskrevs av Rudolf Schlechter. Indigofera evansii ingår i släktet indigosläktet, och familjen ärtväxter. Inga underarter finns listade i Catalogue of Life.